# Gisella di Borgogna
Gisella di Borgogna (Ratisbona, 950 circa – 21 luglio 1006 o 1007) fu duchessa di Baviera e madre dell'imperatore Enrico II.

## Biografia
Era la figlia maggiore di Corrado III di Borgogna, detto il Pacifico, re di Arles, e della sua seconda moglie Adelaide di Bellay, e nipote dell'imperatrice Adelaide, moglie di Ottone I.
Sposò nell'estate del 972 il duca Enrico II di Baviera, dopo un fidanzamento probabilmente stipulato già nel 965. Il 6 maggio 973 nacque il primo figlio, Enrico, futuro imperatore. Durante la prigionia del marito, che si era ribellato all'imperatore Ottone II, visse a Merseburgo.
Gisella fu sepolta nell'abbazia di Niedermünster a Ratisbona. Per la sua tomba la figlia donò al monastero una splendida croce in foglia d'oro, conservata oggi nella Münchner Residenz.

## Discendenza
Nel 972 Gisella sposò Enrico II, duca di Baviera, detto il Litigioso, dal quale ebbe:
- Enrico (971 - 1024), futuro imperatore del Sacro Romano Impero con il nome di Enrico II;
- Bruno († 1029), futuro arcivescovo di Augusta;
- Gisella (c.a. 980 – 1055), andata sposa a Stefano, re d'Ungheria.

## Ascendenza
|                         |   |                       | Genitori              |  |  | Nonni |  |  | Bisnonni              |  |  | Trisnonni              |  |
|                         |   |                       |                       |  |  |       |  |  | Rodolfo I di Borgogna |  |  | Corrado II di Borgogna |  |
|                         |   |                       |                       |  |  |       |  |  | Rodolfo I di Borgogna |  |  | Corrado II di Borgogna |  |
|                         |   | Waldrada              |                       |  |  |       |  |  | Rodolfo I di Borgogna |  |  |                        |  |
| Rodolfo II di Borgogna  |   |                       |                       |  |  |       |  |  | Rodolfo I di Borgogna |  |  |                        |  |
|                         |   | Willa di Provenza     | Bosone I di Provenza  |  |  |       |  |  |                       |  |  |                        |  |
|                         |   | Willa di Provenza     | Bosone I di Provenza  |  |  |       |  |  |                       |  |  |                        |  |
|                         |   | Willa di Provenza     | Richilde              |  |  |       |  |  |                       |  |  |                        |  |
| Corrado III di Borgogna |   | Willa di Provenza     |                       |  |  |       |  |  |                       |  |  |                        |  |
|                         |   | Burcardo II di Svevia | Burcardo I di Svevia  |  |  |       |  |  |                       |  |  |                        |  |
|                         |   | Burcardo II di Svevia | Burcardo I di Svevia  |  |  |       |  |  |                       |  |  |                        |  |
|                         |   | Burcardo II di Svevia | Liutgarda di Sassonia |  |  |       |  |  |                       |  |  |                        |  |
| Berta di Svevia         |   | Burcardo II di Svevia |                       |  |  |       |  |  |                       |  |  |                        |  |
|                         |   | Regelinda             | Eberardo I di Zurigo  |  |  |       |  |  |                       |  |  |                        |  |
|                         |   | Regelinda             | Eberardo I di Zurigo  |  |  |       |  |  |                       |  |  |                        |  |
|                         |   | Regelinda             | …                     |  |  |       |  |  |                       |  |  |                        |  |
| Berta di Borgogna       |   | Regelinda             |                       |  |  |       |  |  |                       |  |  |                        |  |
|                         | … | …                     |                       |  |  |       |  |  |                       |  |  |                        |  |
|                         | … | …                     |                       |  |  |       |  |  |                       |  |  |                        |  |
|                         | … | …                     |                       |  |  |       |  |  |                       |  |  |                        |  |
| …                       | … |                       |                       |  |  |       |  |  |                       |  |  |                        |  |
|                         |   | …                     | …                     |  |  |       |  |  |                       |  |  |                        |  |
|                         |   | …                     | …                     |  |  |       |  |  |                       |  |  |                        |  |
|                         |   | …                     | …                     |  |  |       |  |  |                       |  |  |                        |  |
| Adelaide di Bellay      |   | …                     |                       |  |  |       |  |  |                       |  |  |                        |  |
|                         |   | …                     | …                     |  |  |       |  |  |                       |  |  |                        |  |
|                         |   | …                     | …                     |  |  |       |  |  |                       |  |  |                        |  |
|                         |   | …                     | …                     |  |  |       |  |  |                       |  |  |                        |  |
| …                       |   | …                     |                       |  |  |       |  |  |                       |  |  |                        |  |
|                         |   | …                     | …                     |  |  |       |  |  |                       |  |  |                        |  |
|                         |   | …                     | …                     |  |  |       |  |  |                       |  |  |                        |  |
|                         |   | …                     | …                     |  |  |       |  |  |                       |  |  |                        |  |
|                         |   | …                     |                       |  |  |       |  |  |                       |  |  |                        |  |